# Scaled Composites Proteus
Lo Scaled Composites Model 281 Proteus è un aeroplano con configurazione alare a tandem progettato da Burt Rutan per conto della Scaled Composites al fine di sperimentare l'utilizzo di aeromobili come ripetitori ad alta quota. Avendo la possibilità di trasportare carichi agganciati al proprio pilone alare ventrale, il Proteus è oggi utilizzato come veicolo da missioni multiple; la sostituzione della sezione centrale della fusoliera fa infatti sì che esso possa essere impiegato in un'ampia gamma di esperimenti, da quelli relativi alle telecomunicazioni a quelli relativi al lancio di razzi suborbitali.
Grazie al suo design estremamente efficiente, lo Scaled Composites Proteus, oggi di proprietà della Northrop Grumman Corporation, è in grado di volare ad un'altezza di oltre 19 000 m per più di 18 ore.

## Storia del progetto
Il Proteus ha una struttura interamente realizzata in materiale composito, costituito in particolare da un pannello a sandwich di grafite e resina epossidica, e ha un'apertura alare di 23,65 m che può essere ampliata fino a 28 m grazie all'utilizzo di estremità alari removibili. Durante lo sviluppo del velivolo, inoltre, il Dryden Flight Research Center della NASA ha assistito la Scaled Composites all'interno del progetto Environmental Research Aircraft and Sensor Technology (ERAST), affiancando l'azienda nello sviluppo di un sofisticato sistema di pilotaggio automatico per l'attuazione di manovre di riposizionamento periodiche (station keeping) e di un sistema di invio e ricezione dati basato sulla comunicazione satellitare, con cui dotare il Proteus.
Normalmente l'equipaggio del Proteus è costituito da due piloti alloggiati in una cabina pressurizzata, tuttavia l'aeromobile è in grado di condurre missioni in maniera semi-autonoma o di essere pilotato da remoto.
Le prove di volo del Proteus sono cominciate il 26 luglio 1998 quando l'aeromobile ha compiuto il suo volo inaugurale partendo dallo spazioporto di Mojave e sono continuate fino alla fine del 1999. Nel giugno di quell'anno, il Proteus fu anche presentato per la prima volta a livello internazionale, debuttando al 43º salone internazionale dell'aeronautica e dello spazio di Parigi-Le Bourget con un volo non stop da Bangor, nel Maine, a Parigi. Durante la settimana dell'esposizione, il Proteus fu fatto volare ogni giorno, dando prova delle sue capacità come piattaforma per telecomunicazioni.
L'ala del Proteus è stata in seguito adattata al fine di poterla utilizzare sul Model 318 White Knight, utilizzato poi come sistema di lancio per la navetta SpaceShipOne nell'ambito del programma Tier One della Scaled Composites e del Boeing X-37 del DARPA.
Incluso, il 21 dicembre 1998, nella classifica dei 100 migliori progetti dell'anno dal Time Magazine, il Proteus ha nel tempo stabilito diversi record mondiali d'altezza riconosciuti dalla FAI (classe C1-e: aeroplani terrestri di peso al decollo compreso tra 3 000 e 6 000 kg, Gruppo: 3, turbogetto). Tra questi, quello della più elevata quota mai raggiunta da un aeroplano della sua categoria, i 19 277 m raggiunti nell'ottobre del 2000.

## Impiego operativo
Proprio in virtù della sua natura di aeromobile da missioni multiple, il Proteus è stato utilizzato in diversi e importanti progetti di ricerca. La Scaled Composites, società completamente posseduta da Northrop Grumman, di cui è una sussidiaria, noleggia il velivolo e il suo utilizzo come piattaforma di ricerca, ed ha anche rilasciato una guida su come pianificare una richiesta di utilizzo.
Di seguito alcuni degli esperimenti e dei progetti che hanno visto l'utilizzo del Proteus.

### Angel Technologies HALO
Originariamente concepito come piattaforma per telecomunicazioni ad alta quota per lunghi periodi (HALO, acronimo di high-altitude long operation), il Proteus è stato costruito come il primo di una serie di velivoli che avrebbero dovuto essere prodotti dalla Scaled Technology Works di Montrose, in Colorado (una sussidiaria della Scaled Composites la cui nascita fu più tardi cancellata). Era previsto che il velivolo trasportasse un'antenna da 4,3 m di diametro, testata per la prima volta in un volo dell'autunno 1999 e in un altro volo dell'estate 2000, durante il quale funse da ripetitore per una videoconferenza mentre il Proteus volava sopra Los Angeles. Nonostante l'iniziale interesse suscitato, il progetto fu tuttavia fermato e gli altri aeroplani della serie non furono realizzati.

### Fotocamera ARTIS
Durante l'estate del 1999, il Proteus fu utilizzato per la dimostrazione della piccola fotocamera Airborne Real-Time Imaging System (ARTIS), sviluppata dalla HyperSpectral Sciences, Inc., all'interno del già citato progetto ERAST della NASA. Mentre il velivolo si trovava in volo sopra Oshkosh, in Wisconsin, durante l'AirVenture 99 Airshow presentato dall'Experimental Aircraft Association, la fotocamera scattò immagini nel visibile e nel vicino infrarosso che furono mostrare sul monitor di un pc a terra pochi momenti dopo essere state scattate.

### Prova del NAST
La prima missione scientifica del Proteus fu effettuata nel marzo del 2000, quando il velivolo trasportò l'interferometro National Polar-Orbiting Operational Environmental Satellite System Airborne Sounder Testbed - Interferometer (NAST-I) volando al di sopra del sito del Department of Energy Cloud and Radiation Testbed (CART). I voli, effettuati a partire da Stilwell, in Oklahoma, durarono per una settimana e mezzo per un totale di 30 ore di volo, durante le quali fu verificato il corretto funzionamento dello strumento e furono caratterizzate diverse proprietà delle nuvole nel corso della fase dell'esperimento che fu definita come Cloud-Intensive Operating Period.
Alcuni mesi dopo, nel settembre e nell'ottobre del 2000, il Proteus con a bordo il NAST effettuò nuovi voli al fine di studiare il vapore acqueo presente nella troposfera superiore nel corso della fase definita come Water-Vapor Intensive Operating Period.

### Progetto ARM-FIRE AFWEX
Nei mesi di novembre e dicembre del 2000, il Proteus fu impiegato nell'ambito del programma Atmospheric Radiation Measurement (ARM) del ministero dell'energia statunitense per portare avanti studi inerenti al vapore acqueo atmosferico, studi essenzialmente identici a quelli già effettuati nella seconda fase del programma di convalida del NAST.

### NASA TRACE-P
Nel marzo 2001 il Proteus fu nuovamente equipaggiato con l'interferometro NAST per prendere parte alla missione TRACE-P (Transport and Chemical Evolution over the Pacific) della NASA. Il velivolo collezionò un totale di 126 ore di volo decollando dall'Alaska, dalle Hawaii e dal Giappone, e raccogliendo dati in contemporanea ad altri sensori presenti a terra, su palloni aerostatici e su satelliti nei dintorni del Polo nord.

### NASA CLAMS
Nel luglio e nell'agosto 2001, il Proteus è stato impiegato nell'ambito del programma Chesapeake Lighthouse & Aircraft Measurements for Satellites (CLAMS) della NASA. Il progetto utilizzava anche diversi altri aeromobili al fine di sviluppare metodi di misura di determinate caratteristiche oceaniche e di valutazione degli aerosol.

### Bersagli laser aviotrasportati
Nel febbraio 2002, il Proteus fu utilizzato per trasportare uno scudo da 9,1 m di diametro che fungeva da bersaglio per lo sviluppo del sistema laser aviotrasportato del Boeing YAL-1. Il dispositivo ospitava oltre 2 000 piccoli fori ospitanti ognuno un sensore ottico utilizzati per rilevare l'arrivo del raggio laser. A causa delle molte prenotazioni del Proteus da parte di altri clienti, l'esperimento in volo non fu in effetti mai condotto e il sistema bersaglio fu invece integrato su un Boeing NC-135 Big Crow, che fu in seguito utilizzato nella maggior parte dei test per laser aviotrasportati.

### Sistema ERAST DSA
Nel marzo 2002, il centro di ricerca Dryden della NASA, in associazione con il centro di applicazioni e analisi tecnica dell'università statale del Nuovo Messico e con altri enti, impiegò il Proteus in voli dimostrativi di un sistema DSA (Detect, See and Avoid) realizzato nell'ambito del già citato progetto ERAST e avente una potenziale applicazione su aeromobili a pilotaggio remoto (UAV). Il Proteus volò nei pressi di Las Cruces, nel Nuovo Messico, e fu utilizzato come surrogato di un UAV pilotato da terra, sebbene a bordo fossero presenti due piloti in modo da garantire la sicurezza in caso di emergenze nelle fasi di decollo e atterraggio. Assieme al Proteus furono utilizzati come aeromobili bersaglio altri tre velivoli, incluso un F/A-18, ognuno recante un transponder attivo. In ognuno dei 18 scenari sperimentati, il Goodrich Skywatch HP Traffic Advisory System (TAS) a bordo del Proteus era stato in grado di rilevare il traffico aereo in arrivo su rotte di collisione, a volte anche da due direzioni opposte, permettendo al controllo remoto di far virare, scendere o salire il Proteus, quanto bastava per evitare possibili minacce.
Nell'aprile 2003, fu condotta una seconda serie di voli dimostrativi in cui furono però utilizzati dei bersagli "non cooperativi", ossia privi di transponder attivi. Anche questa volta il Proteus fu utilizzato come un UAV e fu equipaggiato con un piccolo sistema laser Amphitech OASys 35 GHz al fine di rilevare possibili velivoli intrusi su rotte di collisione simulate. Nel corso di quattro giorni furono sperimentati venti scenari che vedevano coinvolti da uno a due aerei scelti da una gamma di velivoli che andava dal jet supersonico all'aliante. In ognuno dei casi, il radar rilevò il velivolo intruso ad una distanza che compresa tra i 2,5 e i 6,5 km, a seconda della segnatura radar dell'intruso, e il pilota remoto del Proteus fu in grado di deviare l'aereo compiendo le opportune manovre evasive dalla base a terra.

### IHOP 2002
L'International H2O Project (IHOP 2002) è stato un esperimento svolto nella parte meridionale delle Grandi Pianure, negli Stati Uniti d'America, dal 13 maggio al 25 giugno 2002. Scopo principale dell'esperimento era quello di migliorare la caratterizzazione della distribuzione quadridimensionale del vapore acqueo nell'atmosfera al fine di migliorare la capacità di comprensione e di previsione della convezione atmosferica. Il Proteus fu coinvolto in tale attività, assieme ad un Lockheed P-3 e a un DC-8, montando sul velivolo il lidar chiamato Holographic Airborne Rotating Lidar Instrument Experiment della NASA.

### ARM-UAV
Il Proteus è stato utilizzato in diverse missioni facenti parte del progetto sponsorizzato dal programma 
Atmospheric Radiation Measurement del ministero dell'energia statunitense e dai Sandia National Laboratories per lo studio dei cirri in alta atmosfera. Nel corso di questi voli l'aeromobile è stato equipaggiato con più di 20 sensori montati in cinque diverse parti della struttura e i sorvoli sono stati effettuati, nel novembre 2002, nei pressi di Ponca City, in Oklahoma, nell'ottobre 2004 nei pressi di Fairbanks, in Alaska, e nel febbraio 2006 nei pressi di Darwin, in Australia.

### Trapeze/Lanyard
Nei mesi di maggio e giugno 2005, la Transformational Space Corp., conosciuta anche come t/Space, testò in volo il proprio prototipo di sistema di rilascio di missili chiamato Trapeze/Lanyard utilizzando il Proteus. Un primo volo dedicato solo al trasporto fu effettuato il 13 maggio, mentre il modello di missile fu lanciato tre volte, il 24 maggio, il 7 giugno e il 14 giugno nei cieli della base aerea Edwards. Il dispositivo lanciato era un modello grande il 23% di un insieme progettato composto da una capsula da quattro persone, chiamata CXV, e dal suo booster modello QuickReach II prodotto dalla AirLaunch LLC.

### Radar per Global Hawk

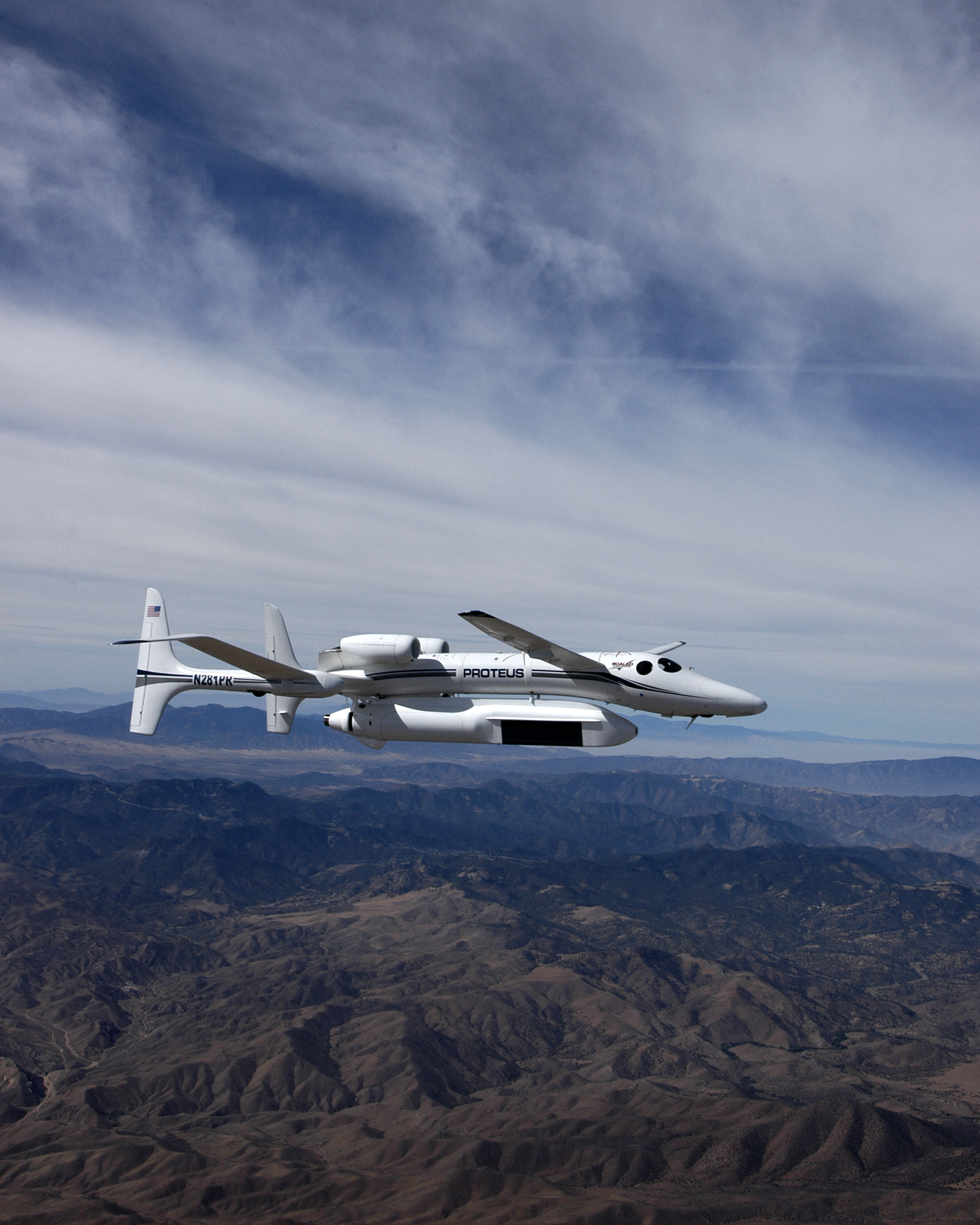
Il Proteus in volo nel 2006 mentre trasporta, sotto la fusoliera, il dispositivo radar Global Hawk.

Il 27 aprile 2006, il Proteus fu utilizzato per testare una ampio contenitore destinato a ospitare la versione sperimentale del Multi-Platform Radar Technology Insertion Program, o MP-RTIP, un sistema radar ad apertura sintetica aria-aria e aria-terra ad alta risoluzione sviluppato per essere montato a bordo degli RQ-4 Global Hawk.

## Record mondiali
Come detto, il Proteus ha stabilito diversi record mondiali riconosciuti dalla FAI per la sua categoria: Classe C-1e, Gruppo 3, turbogetto, inclusi:
- Altitudine: il 25 ottobre del 2000 l'aereo, pilotato da Mike Melvill e Robert Waldmiller, ha raggiunto i 19 277 m.[12]
- Altitudine in volo orizzontale: il 25 ottobre del 2000 l'aereo, pilotato da Mike Melvill e Robert Waldmiller, ha volato in orizzontale alla quota di 19 015 m.[12]
- Altitudine con un carico da 1 000 kg: il 27 ottobre del 2000 l'aereo, pilotato da Mike Melvill e Robert Waldmiller, ha volato alla quota di 17 067 m.[12]